# تاريخ سياسة الولايات المتحدة الخارجية
تاريخ سياسة الولايات المتحدة الخارجية هو لمحة موجزة عن الاتجاهات الرئيسية المتعلقة بالسياسة الخارجية للولايات المتحدة من الثورة الأمريكية حتى الوقت الحاضر. أصبحت الموضوعات الرئيسية «إمبراطورية الحرية»، وتعزيز الديمقراطية، وكان هناك أيضًا ثلاثة خيارات مختلفة للسياسة الخارجية للتوسع في جميع أنحاء القارة، ودعم الليبرالية الدولية، وخوض الحربين العالميتين والحرب الباردة، ومحاربة الإرهاب الدولي، وتطوير العالم الثالث، وبناء اقتصاد عالمي قوي.

## الدولة الجديدة: 1776-1801

### الثورة والكونفدرالية
منذ تأسيس الولايات المتحدة بعد التركيز الإقليمي، بعيدًا عن العالم، ولكن مع الفكرة لخلق «إمبراطورية الحرية» على المدى البعيد.
التحالف العسكري والمالي مع فرنسا في عام 1778، الذي دفع إسبانيا وهولندا إلى محاربة البريطانيين، حوّل الحرب الثورية الأمريكية إلى حرب عالمية جرى فيها تحييد السيادة البحرية والعسكرية البريطانية. حصل الدبلوماسيون - وخاصة فرانكلين وآدامز وجيفرسون - على اعتراف بالاستقلال الأمريكي وقروض كبيرة للحكومة الوطنية الجديدة. كانت معاهدة باريس عام 1783 مواتية للغاية للولايات المتحدة إذ مكنتها آنذاك من التوسع غربًا حتى نهر المسيسيبي.

كان المؤرخ صموئيل فلاغ بيمس خبيرًا بارزًا في التاريخ الدبلوماسي. وفقًا لجيرولد كومز:
لا يزال عمل بيمس دبلوماسية الثورة الأمريكية، الذي نُشر عام 1935، العمل المعياري ضمن مجاله. شدد عمله على خطر التورط الأمريكي في الخلافات الأوروبية. وحذر بيمس من أن الدبلوماسية الأوروبية في القرن الثامن عشر كانت «عفنة وفاسدة وغادرة». ارتبط النجاح الدبلوماسي لأميركا بالابتعاد عن السياسة الأوروبية والاستفادة من الصراع الأوروبي. وهذا ما فعله كلٌ من فرانكلين وجاي وآدامز خلال الثورة، ونتيجة لذلك، حققوا أكبر انتصار في سجلات الدبلوماسية الأمريكية. وقد اعترف بيمس أن التحالف الفرنسي كان ضروريًا لكسب الحرب. ومع ذلك، أزعجه الانخراط مع «العالم المُهلك للدبلوماسية الأوروبية». كان فيرجينس (وزير الخارجية الفرنسي) على استعداد تام لقيادة أمريكا إلى «مسلخ» تقطع فيه أجزاء من الولايات المتحدة إن كان هذا سيحقق مصالح فرنسا.
جرى التعامل مع الشؤون الخارجية الأمريكية منذ الاستقلال في عام 1776 حتى الدستور الجديد في عام 1789 بموجب مواد الكونفدرالية مباشرة من قبل الكونغرس حتى أسست الحكومة الجديدة قسمًا للشؤون الخارجية ومكتبًا للشؤون الخارجية في 10 يناير 1781. 

### الحقبة الوطنية المبكرة: 1789-1801
تأسست وزارة الشؤون الخارجية على مستوى مجلس الوزراء في عام 1789 من قبل الكونغرس الأول. وسرعان ما أعيدت تسميتها بوزارة الخارجية وغيرت لقب وزير الخارجية إلى وزير الدولة؛ وقد عاد توماس جيفرسون من فرنسا لتولي هذا المنصب.
عندما أدت الثورة الفرنسية إلى حرب عام 1793 بين بريطانيا (الشريك التجاري الرائد لأمريكا) وفرنسا (الحليف القديم، بمعاهدة ما زالت سارية)، قرر واشنطن وحكومته اتباع سياسة الحياد. وفي عام 1795 دعم واشنطن معاهدة جاي، التي أعدها وزير الخزانة ألكسندر هاميلتون لتجنب الحرب مع بريطانيا وتشجيع التجارة. عارض الجيفرسونيون بشدة تلك المعاهدة، لكن دعم واشنطن كان حاسمًا، وبقيت الولايات المتحدة وبريطانيا ضمن شروط ودية لمدة عقد من الزمن. لكن خلاف السياسة الخارجية جعل الأحزاب تشكل أقطابًا ضمن بلدانها، الأمر الذي قاد إلى النظام الحزبي الأول.

في «رسالة الوداع» التي أصبحت أساسًا لسياسة الرئيس جورج واشنطن عام 1796 نصح بالابتعاد عن الخلافات الخارجية:
لأوروبا مجموعة من المصالح الأساسية، التي ليس لنا أي علاقة بها، أو لنا علاقة بعيدة جدًا. فهي تشارك في خلافات متكررة، وأسبابها بعيدة عن اهتماماتنا بشكل أساسي. لذلك ليس من الحكمة أن نورط أنفسنا، عبر الروابط المختلقة، في التقلبات العادية لسياستها، أو التوليفات والتضارب العاديين لصداقاتها، أو العداوات. إن حالتنا المنفصلة والبعيدة تدعونا وتمكننا من سلوك مسار مختلف.
بحلول عام 1797، استولى الفرنسيون بشكل علني على سفن أمريكية، ما أدى إلى حرب غير معلنة عرفت باسم شبه الحرب بين 1798-1799. حاول الرئيس جون آدامز سلوك الطرق الدبلوماسية، ولكنها فشلت. في عام 1798، طالب الفرنسيون الدبلوماسيين الأمريكيين بدفع رشاوى ضخمة من أجل رؤية وزير الخارجية الفرنسي تاليران، الأمر الذي رفضه الأمريكيون. طالب الجمهوريون الجيفرسونيون، المتشككون تجاه آدامز، بالوثائق، التي أطلقها آدمز باستخدام إكس وواي وزد كرموز لأسماء الدبلوماسيين الفرنسيين. أثارت قضية إكس واي زد موجة من المشاعر القومية. ووافق الكونغرس الأمريكي على خطة آدامز لتنظيم البحرية. وقع آدامز قسريًا على قوانين الأجانب والتحريض كإجراء في زمن الحرب. انشق آدامز عن الجناح الهاميلتوني لحزبه الفيدرالي وعقد السلام مع فرنسا عام 1800.

## الحقبة الجيفرسونية: 1801-1829
تصور توماس جيفرسون أمريكا على أنها القوة الكامنة وراء «إمبراطورية الحرية» العظيمة، إذ من شأنها أن تعزز الجمهورية وتتصدى لإمبريالية الإمبراطورية البريطانية. ضاعفت صفقة لويزيانا لعام 1803 - التي عقدها جيفرسون بقيمة 15 مليون دولار مع نابليون بونابرت - حجم الدولة المتنامية بإضافة مساحة كبيرة من الأراضي غرب نهر المسيسيبي، وفتح ملايين المزارع الجديدة لمزارعي اليومن ذوي القيمة في الديمقراطية الجيفرسونية.
منع الرئيس جيفرسون في قانون الحظر لعام 1807 التجارة مع كل من فرنسا وبريطانيا، لكن سياسته - التي يُنظر إليها إلى حد كبير على أنها تعمل لخدمة المصالح الزراعية بدلاً من المصالح التجارية - لم تكن تحظى بشعبية كبيرة في نيو إنجلاند وغير فعالة في وقف المعاملة السيئة من السفن الحربية البريطانية.

### حرب 1812
لم يثق الجيفرسونيون بالبريطانيين كثيرًا، لكن البريطانيين أوقفوا معظم التجارة الأمريكية مع فرنسا، ودفعت بنحو 6000 بحار على متن السفن الأمريكية إلى البحرية الملكية الذين طالبوا بالجنسية الأمريكية. وقد أهين الشرف الأمريكي بالهجوم البريطاني على السفينة الحربية الأمريكية تشيسابيك في عام 1807.
في الغرب، استخدم الهنود المدعومون من بريطانيا (ولكن ليس تحت سيطرتهم) الكمائن والغارات لقتل المستوطنين، وبالتالي تأخر توسيع المستوطنات الحدودية في الغرب الأوسط (أوهايو وإنديانا وميشيغان، على وجه الخصوص).
في عام 1812 انهارت الدبلوماسية وأعلنت الولايات المتحدة الحرب على بريطانيا. تميزت حرب عام 1812 بالتخطيط السيئ والإخفاقات العسكرية على الجانبين. وانتهت بمعاهدة غنت عام 1815. عسكريًا كانت في طريق مسدود إذ فشل الجانبان في محاولات الغزو، لكن البحرية الملكية حاصرت الساحل وأوقفت التجارة الأمريكية (باستثناء تهريب الإمدادات إلى كندا البريطانية). ومع ذلك، حقق البريطانيون هدفهم الرئيسي المتمثل بهزيمة نابليون، بينما هزمت الجيوش الأمريكية التحالف الهندي الذي دعمه البريطانيون، منهية هدف الحرب البريطانية المتمثل بإنشاء دولة حدود هندية موالية لبريطانيا في الغرب الأوسط. توقف البريطانيون عن إرسال البحارة الأمريكيين واستؤنفت التجارة مع فرنسا (حليف بريطانيا الآن)، لذلك اختفت أسباب الحرب. خاصة بعد الانتصار الأمريكي الكبير في معركة نيو أورلينز، شعر الأمريكيون بالفخر والانتصار لفوزهم بـ «حرب الاستقلال الثانية». أصبح الجنرالات الناجحون أندرو جاكسون ووليام هنري هاريسون أبطالًا سياسيين أيضًا. وبعد عام 1815، تراجعت التوترات على طول الحدود بين الولايات المتحدة وكندا، وكانت التجارة السلمية والعلاقات جيدة بشكل عام. سويت النزاعات الحدودية وديًا. وشهدت كل من الولايات المتحدة وكندا تناميًا للشعور القومية والفخر القومي بعد عام 1815، مع تحرك الولايات المتحدة نحو ديمقراطية أكبر وتأجيل البريطانيين الديمقراطية في كندا.
بعد عام 1780، بدأت الولايات المتحدة علاقات مع دول شمال أفريقيا، ومع الإمبراطورية العثمانية.

### أمريكا اللاتينية
ردًا على الاستقلال الجديد للمستعمرات الإسبانية في أمريكا اللاتينية عام 1821، أسست الولايات المتحدة مبدأ مونرو في عام 1823. وأعلنت هذه السياسة معارضة التدخل الأوروبي في الأمريكيتين وتركت أثرًا دائمًا في نفوس القادة الأمريكيين اللاحقين. أدى فشل إسبانيا في استعمار فلوريدا أو إدارتها إلى شرائها من قبل الولايات المتحدة في عام 1821. كان جون كوينسي آدامز وزيرًا للخارجية في عهد الرئيس مونرو.